# Villa Gallo (Portici)
Die Villa Gallo ist ein Landhaus aus dem 18. Jahrhundert in Portici in der italienischen Region Kampanien. Es liegt im Gebiet der Miglio d’oro, am Corso Giuseppe Garibaldi, 90.

## Geschichte
Die Villa Gallo wurde zwar im 18. Jahrhundert errichtet, aber in der Folge vielen Umbauten unterzogen, die die originale Anlage verändert haben. Im 19. Jahrhundert wurden die beiden Rosettenfenster im Erdgeschoss und im ersten Obergeschoss zugemauert und ein zweites Obergeschoss aufgesetzt.
Die Villa ist ein Gebäude bemerkenswerter Bedeutung, das 1751 im Auftrag des Gerichtspräsidenten von Neapel, Domenico Viola, errichtet wurde. Dies lässt sich aus Archivdokumenten und einer Beschreibung der Villen in Portici durch den Geschichtswissenschaftler Nicola Nocerino aus dem Jahr 1787 erkennen und wird zusätzlich durch die Tatsache bekräftigt, dass der kleine Durchgang auf der rechten Seite des Gebäudes „Ponte di Viola“ genannt wird. Am Bau dieses imposanten Gebäudes waren talentierte Arbeitskräfte beteiligt, darunter Giuseppe Pollio (Architekt und Bauaufsicht), Antonio Pastena (Bauleiter), Carlo de Simone (Schmied), Giuseppe d’Ambrosio (Tischler), Carmine, Gaito und Francesco Pellegrino (Maurermeister).
In der zweiten Hälfte des 19. Jahrhunderts gehörte die Villa der Familie Gallo und über dem Eingangsportal kann man heute noch eine Marmortafel mit dem Zeichen der Familie sehen. Bis in die erste Hälfte des 20. Jahrhunderts blieb das Landhaus in Besitz der Familie Gallo. Heute ist das Anwesen in verschiedene Wohnungen aufgeteilt.

## Beschreibung
Die Fassade zeigt sich dreigeteilt mit Rahmen, die dem Profil der Balkone im ersten und zweiten Obergeschoss. Über dem Eingang gibt es ein Zwischengeschoss, dessen Fenster einfach gestaltet sind. Im Erdgeschoss sind über den Fenstern regelmäßig Tympana angebracht, während man sich im ersten Obergeschoss für eine Lösung mit linearen Tympana entschied. Alle Wände sind mit glattem Bossenwerk verziert.
Das Eingangsportal, auch mit glattem Bossenwerk umrandet, schließt mit dem Balkon im ersten Obergeschoss ab und ist mit Rundbogen ausgeführt. In der Mitte prangt das Familienwappen, während es an den Seiten geometrische Motive auf Basis von zwei Polygonen an den rechten und linken oberen Ecken des Portals gibt.
Im Inneren haben zwischen den originalen, spätbarocken Elementen die Treppe zum ersten Obergeschoss und Reste der Stuckverzierungen an den Säulen des Empfangssalons und der Exedra überlebt. Der Eingang besteht aus einem doppelten Atrium mit Tonnengewölbedecke mit eleganter Exedra. Das Gebäude ist um einen achteckigen Hof mit konvexen Ecken herum gebaut, dem ein Raum folgt, der wie eine Exedra mit einer konkaven Wand endet. Von dort aus führt eine Treppe durch ein Arrangement, das an einen Korbbogen angelehnt ist, der Rechteckgewölbe stützt, in einen Garten, der gegenüber dem Haus erhöht liegt. Die Gewölbe haben verschiedene Dimensionen: Bemerkenswert sind die Kapitelle mit floralen Motiven.
Der Innenhof, der seiner Büsten beraubt wurde, die einst die Nischen am Umfang zierten, hat seine ursprüngliche, achteckige Form und beherbergt gegenüber der ersten Exedra eine zweite, die die Räume im ersten Obergeschoss mit einem Balkon verbindet. Hinter dieser Anordnung erstreckt sich ein weiterer Garten, dessen Anlage gegenüber dem ursprünglichen Aussehen in nicht wiedergutzumachender Weise verändert wurde. Es ist auch noch eine einfache Treppe erhalten, die den Garten mit dem Innenhof verband.